# Tottori (prefektura)
Tottori (japanski: kanji 鳥取県, romaji: Tottori-ken) je prefektura u današnjem Japanu. 
Nalazi se na sjevernoj obali južnog dijela otoka Honshūa. Nalazi se u chihōu Chūgokuu.
Glavni je grad Tottori.
Organizirana je u 5 okruga i 19 općina. ISO kod za ovu pokrajinu je JP-31.
1. travnja 2011. u ovoj je prefekturi živjelo 584.982 stanovnika.
Simboli ove prefekture su cvijet kruške nashija (Pyrus pyrifolia), drvo japanske tise (Taxus cuspidata) i ptica patka mandarinka (Aix galericulata).